# フリオ・セサル・ファルシオーニ
フリオ・セサル・ファルシオーニ（Julio César Falcioni, 1956年7月20日 - ）は、アルゼンチン・ブエノスアイレス出身の元サッカー選手、現サッカー指導者。元アルゼンチン代表。ポジションはGK

## 経歴

### 選手
1976年、プリメーラ・ディビシオン（1部）のCAベレス・サルスフィエルドからデビューした。1980年、前年にコロンビア・プロサッカーリーグ初優勝を飾ったアメリカ・デ・カリに移籍し、1982年から1986年までリーグ戦5連覇を果たした。1985年から1987年にかけて、3年連続でコパ・リベルタドーレスの決勝に進出したが、いずれも準優勝に終わった。また、1983年と1988年にはベスト4となっている。1990年にはアルゼンチンに戻り、クラブ・デ・ヒムナシア・イ・エスグリマ・ラ・プラタと契約した。コロンビアのオンセ・カルダス、古巣CAベレス・サルスフィエルドに短期間在籍した後に現役引退した。
1989年にはアルゼンチン代表として3試合に出場しており、コパ・アメリカ1989にも出場した。

### 指導者
1997年、下部リーグに属していた古巣CAベレス・サルスフィエルドで指導者としてのキャリアを開始した。同年にはレコパ・スダメリカーナ、翌年にはクラウスーラ1998で優勝し、2000年までベレスの監督を務めた。その後はクラブ・オリンポ、CAバンフィエルド、CAインデペンディエンテ、CAコロン、クラブ・デ・ヒムナシア・イ・エスグリマ・ラ・プラタで指揮を執り、2009年には選手時代の古巣CAバンフィエルド監督に就任した。同年末にはアペルトゥーラ2009を制し、クラブ史上初のリーグ優勝を果たした。

#### ボカ・ジュニアーズ
2010年12月22日、CAバンフィエルドを離れてボカ・ジュニアーズの監督に就任した。プレシーズンのトーナメント大会では攻撃的な采配を見せて期待されたが、クラウスーラ2011開幕戦ではホームで大敗し、9節までに5敗を喫した。また、3節のCAオール・ボーイズ戦では、いかなる負傷もしていないにもかかわらず、スター選手のフアン・ロマン・リケルメをチームから外したことで論争を呼び起こした。仲の悪いマルティン・パレルモとリケルメを同等に扱う威厳を見せ、一部のメディアやサポーターから強い批判を受けたが、クラブ首脳陣はファルシオーニを支えた。4-4-2を基盤に様々な選手を試したが、最終的には連携を高めることに成功し、10試合無敗でクラウスーラ2011を終えた。クラウスーラ2011をもってパレルモが現役引退すると、アペルトゥーラ2011ではリケルメをキャプテンに任命した。彼をトップ下に配した4-3-1-2フォーメーションをベースとすると、17節までの失点を4に抑え、2試合を残してアペルトゥーラ2008以来の優勝を決めた。
2012年のコパ・リベルタドーレスではフルミネンセFCに次ぐグループ2位で決勝トーナメントに進出し、決勝トーナメント1回戦ではウニオン・エスパニョーラ（チリ）を破り、準々決勝では再び顔を合わせたフルミネンセとの対戦を制して準決勝に進出。準決勝では前年のコパ・スダメリカーナ覇者であるウニベルシダ・デ・チレ（チリ）に勝利し、指導者としては初めて決勝に進出した。決勝ではSCコリンチャンス・パウリスタに2試合合計1-3で敗れて準優勝に終わり、ファルシオーニは選手時代の3度と合わせて同大会で4度目の決勝敗退となった。クラウスーラ2012ではアルセナルFCやCAティグレらと優勝争いを繰り広げたが、シーズン終盤戦にはコパ・リベルタドーレスを優先してサブメンバーで臨んだ試合もあり、最終的に4位に終わった。

## タイトル

### 選手
アメリカ・デ・カリ
- プリメーラA : 1982, 1983, 1984, 1985, 1986

### 指導者
CAベレス・サルスフィエルド
- レコパ・スダメリカーナ : 1997
- プリメーラ・ディビシオン : 1997-98C

CAバンフィエルド
- プリメーラ・ディビシオン : 2009-10A

ボカ・ジュニアーズ
- プリメーラ・ディビシオン : 2011-12A
- コパ・アルヘンティーナ : 2011-12